# Palazzo Chigi-Saracini

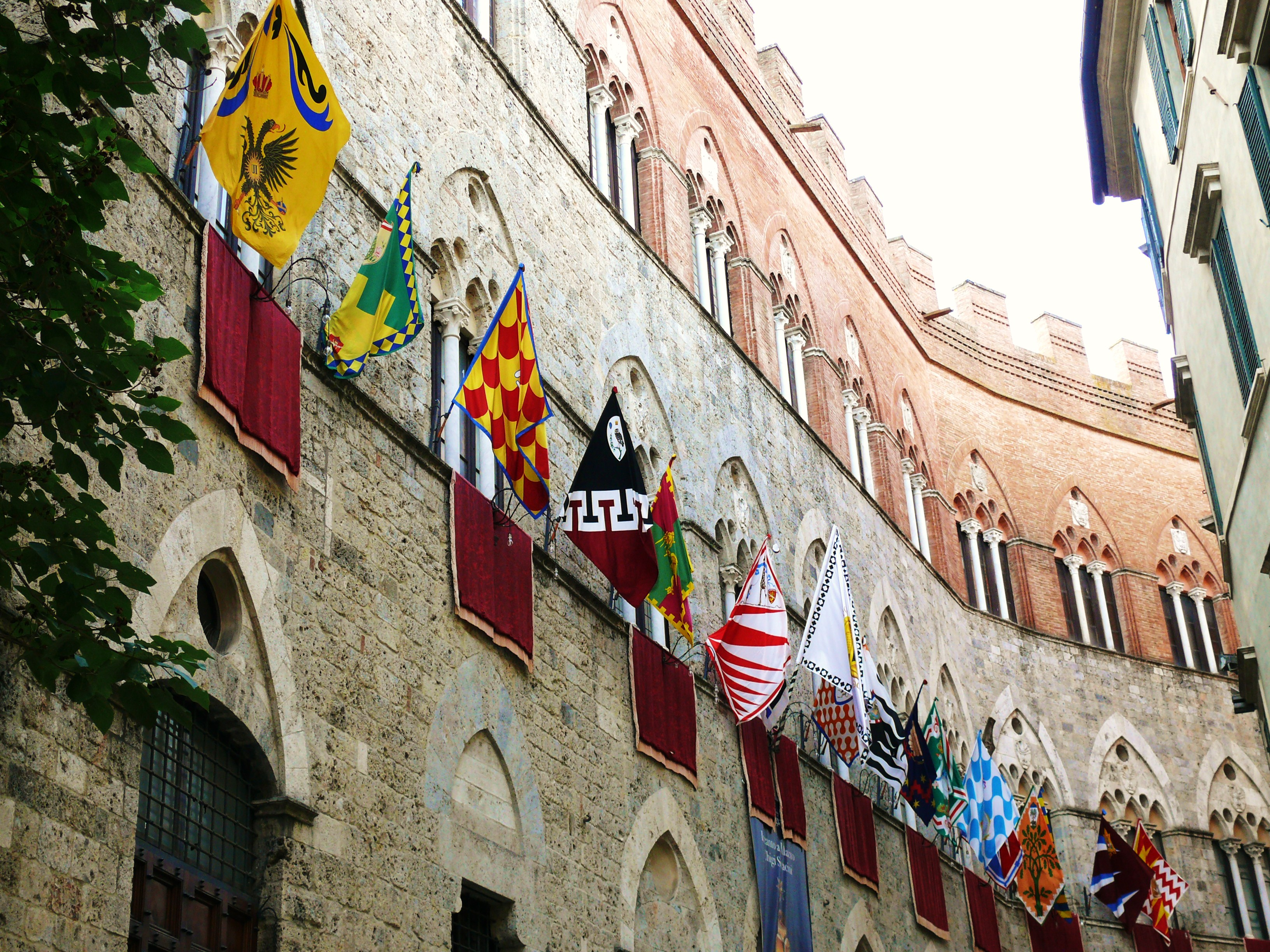
Palazzo Chigi-Saracini beim Palio

Der Palazzo Chigi-Saracini-Lucherini in Siena ist ein historischer städtischer Adelspalast. Heute befinden sich darin eine private Musikakademie, die Accademia Musicale Chigiana, sowie die Kunstgalerie Chigi-Saracini.

## Geschichte
Der älteste Kern des Palazzo Marescotti aus dem 12. Jahrhundert gehörte der ghibellinischen Familie Marescotti. Allmählich wuchs das Gebäude und integrierte die Nachbarhäuser, bis es zu einer Stadtfestung Castellare gewachsen war. Während der Schlacht von Montaperti 1260 soll auf dem Turm des Palazzo, damals einer der höchsten Punkte der Stadt, ein Mann namens Cerreto Ceccolini gestanden und der Bevölkerung den Schlachtverlauf berichtet haben. Im 13. und 14. Jahrhundert tagte hier der Consiglio dei Reggitori (etwa Rat der Regierenden) der Stadt, bis er um 1310 in den Palazzo Pubblico umzog.
Im Jahr 1506 erwarb das Adelsgeschlecht der Piccolomini del Mandolo den Palast, erweiterte ihn und fügte Renaissance-Elemente hinzu, etwa durch Raffael-artige Dekorationen in der äußeren Loggia. Das Atrium beherbergt eine Statue von Papst Julius III., ein Werk von Fulvio Signorini 1609. Im Jahr 1770 verlängerte die Familie Saracini die Fassade an der Straße durch die Sprossenfensterreihe bis zum Vicolo di Tone. Die private Gemäldesammlung wurde ab 1824 Besuchern geöffnet. Der Palast ging durch das Testament Alessandro Saracinis 1877 an Fabio Chigi Saracini, der ihn dem Neffen Graf Guido Chigi Saracini Lucherini überließ. 1932 wurde die Accademia Musicale Chigiana eingerichtet, die heute zu einer hohen, international anerkannten Musikschule geworden ist. Zu ihr gehört ein exklusiver Konzertsaal im Rokokostil. Die Familie Chigi-Saracini-Lucherini wohnte im Haus bis 1965, als der Stifter starb. Heute gehört das Gebäude einer Stiftung.

## Die Galleria Chigi-Saracini

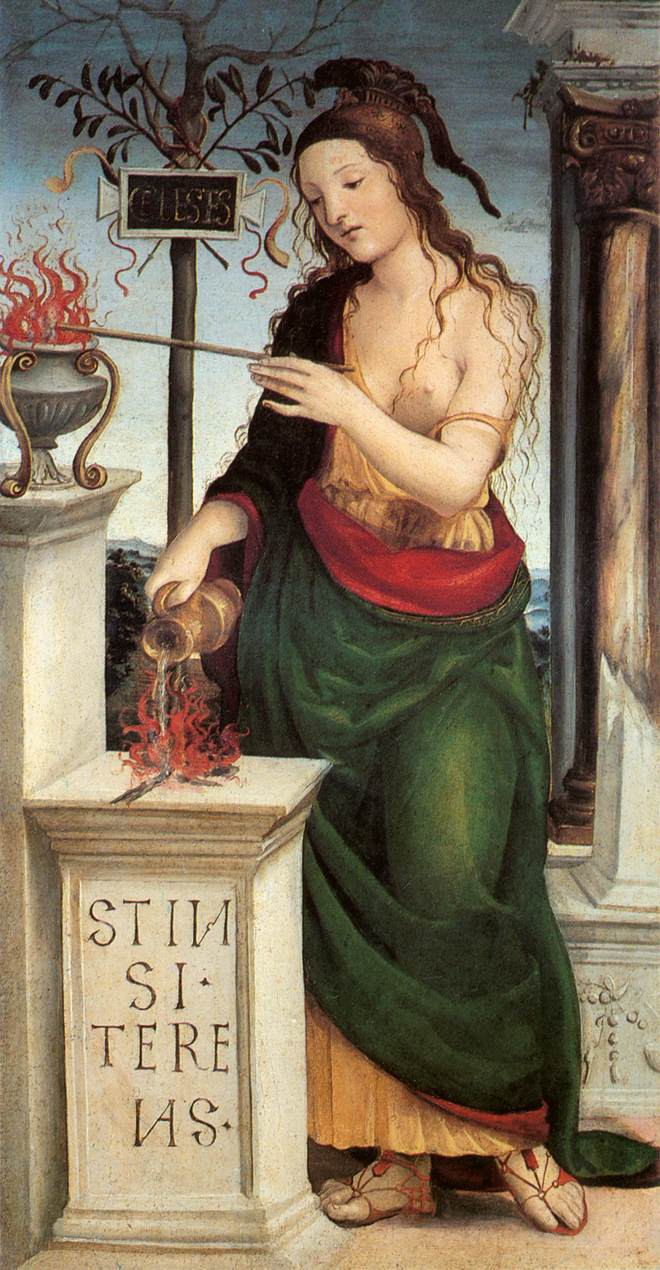
Allegorie der himmlischen Liebe (Bazzi)

Die Galerie zeigt wichtige Werke der Kunst Sienas vom 12. bis zum  19. Jahrhundert:
- Madonna (frühes 12. Jh.) vom Meister von Tressa
- L'adorazione dei magi von Sassetta,
- Gesù coronato di spine von Sano di Pietro,
- Madonna e due angeli, dem Matteo di Giovanni zugeschrieben.

Unter den Bildern, die nicht aus Siena kommen, gibt es:
- Kreuz (12. Jh.)
- zwei Madonne con santi und eine Annunciazione von Mariotto di Nardo,
- zwei Autoritratto von Salvator Rosa.

Unter den Skulpturen ragen hervor:
- Discordia (in Stuck) von Francesco di Giorgio,
- Madonna col Bambino Relief in Marmor von einem Künstler um Donatello.

Es gibt auch eine reiche Sammlung von Silber-, Porzellan- und Keramikstücken.
Zu den einzelnen Sälen siehe Accademia Musicale Chigiana.

## Einzelbelege
1. ↑  Palazzo Chigi-Saracini. Siena OnLine, abgerufen am 20. Dezember 2022 (englisch).

Koordinaten: 43° 19′ 2,1″ N, 11° 19′ 51,2″ O